# Liste der Mainstaustufen

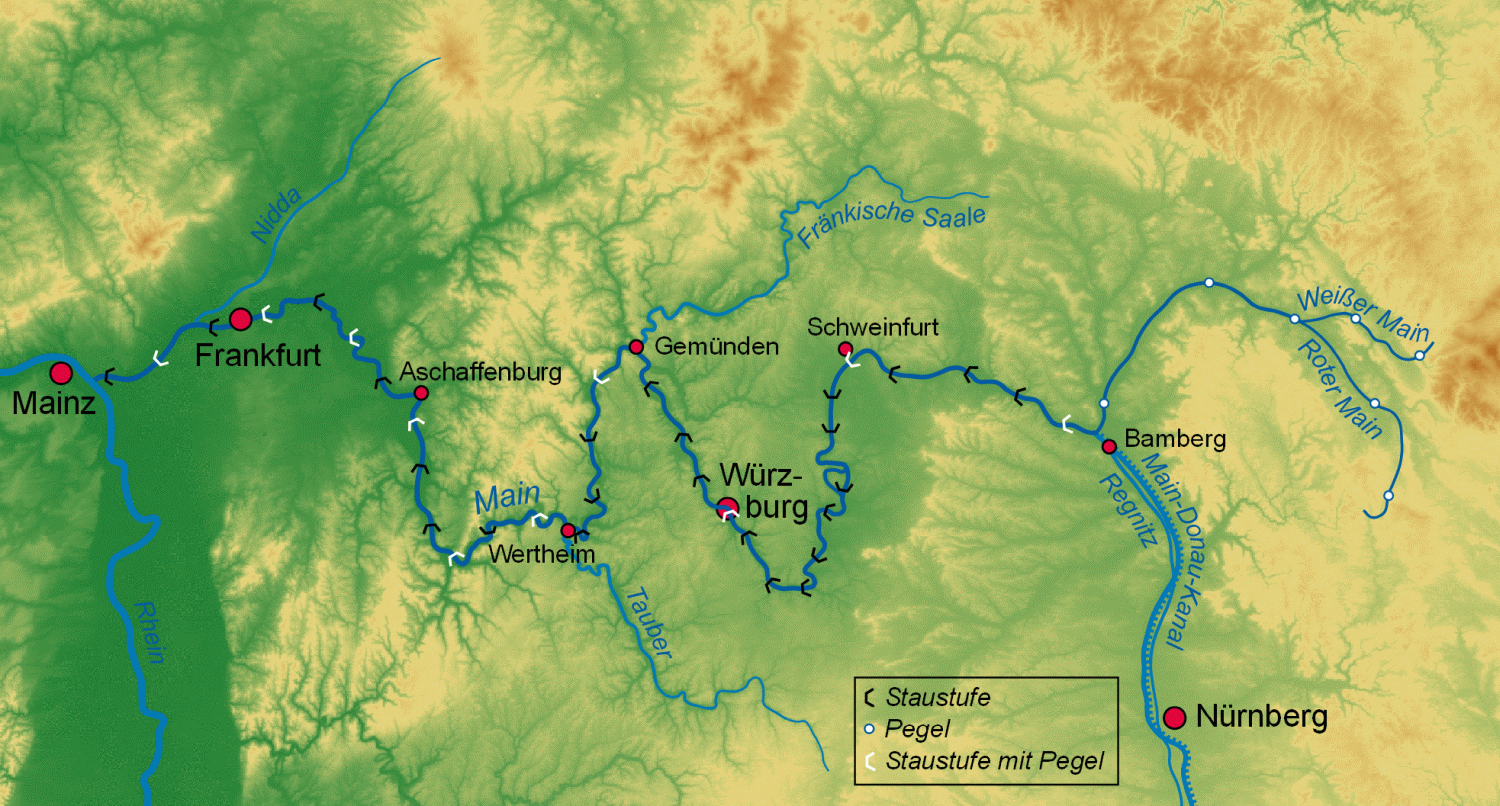
Staustufen am Main

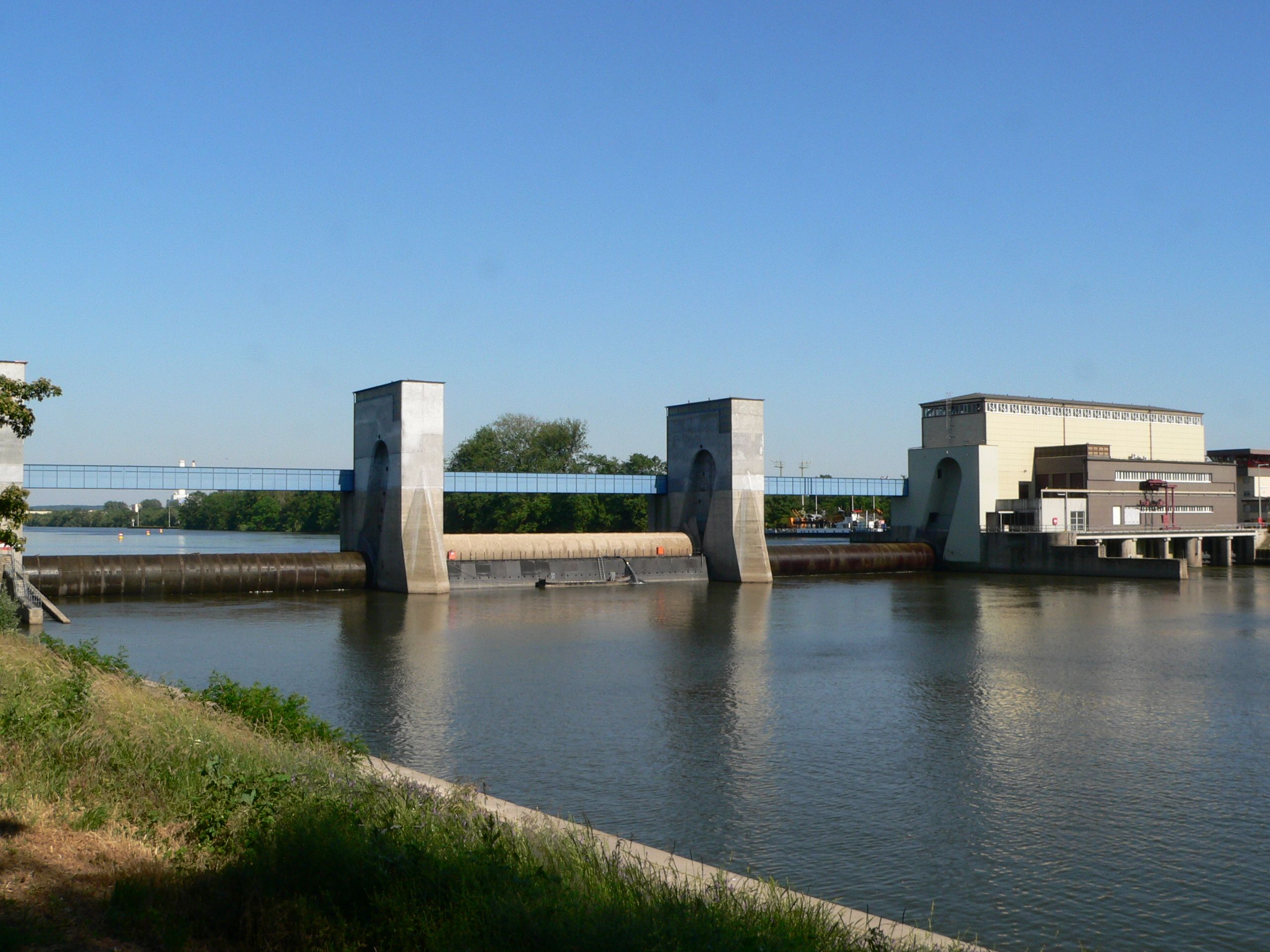
Staustufe Griesheim: Wehr und Kraftwerk

Die Liste der Mainstaustufen nennt alle Staustufen am Main, einem rechten Nebenfluss des Rheins, im Bereich der Bundeswasserstraße. Der Main weist von der Mündung in den Rhein flussaufwärts bis zur Mündung der Regnitz bei Bamberg, dem Anfang des Main-Donau-Kanals, eine Gesamtlänge von 384 Kilometern und 34 Staustufen auf. Von der Mündung in den Rhein bis zur Schleuse Lengfurt ist er als europäische Wasserstraße Vb, oberhalb der Schleuse Lengfurt als Va eingestuft. Der Main ist mit Großmotorgüterschiffen und mit Schubverbänden bis zu einer Länge von 185 und einer Breite von 11,45 Metern befahrbar. Von Bamberg bis zum Rhein bei Mittelwasserstand überwindet der Fluss mit den Staustufen einen Höhenunterschied von 149 Metern. Bei jeder Staustufe werden das Jahr der Fertigstellung, die Lage am Main, die Haltungslänge, die Normalstauhöhe, die Fallhöhe und die Maße der Schleusenkammer genannt. Die Stauhaltungen der Stufen sind 5,11 bis 18,79 Kilometer lang, der jeweils zu überwindende Höhenunterschied beträgt zwischen 2,36 und 7,59 Meter. Die Schleusenkammern haben eine nutzbare Länge von durchschnittlich 300 und eine Breite von 12 Metern. Sechs Staustufen unterhalb von Aschaffenburg haben eine zweite Schleuse. Bis auf zwei sind den Staustufen Wasserkraftwerke mit einer Gesamtleistung von 127,55 Megawatt angeschlossen, das Regelarbeitsvermögen der Gesamtkette beläuft sich auf 851 GWh.

## Mainausbau

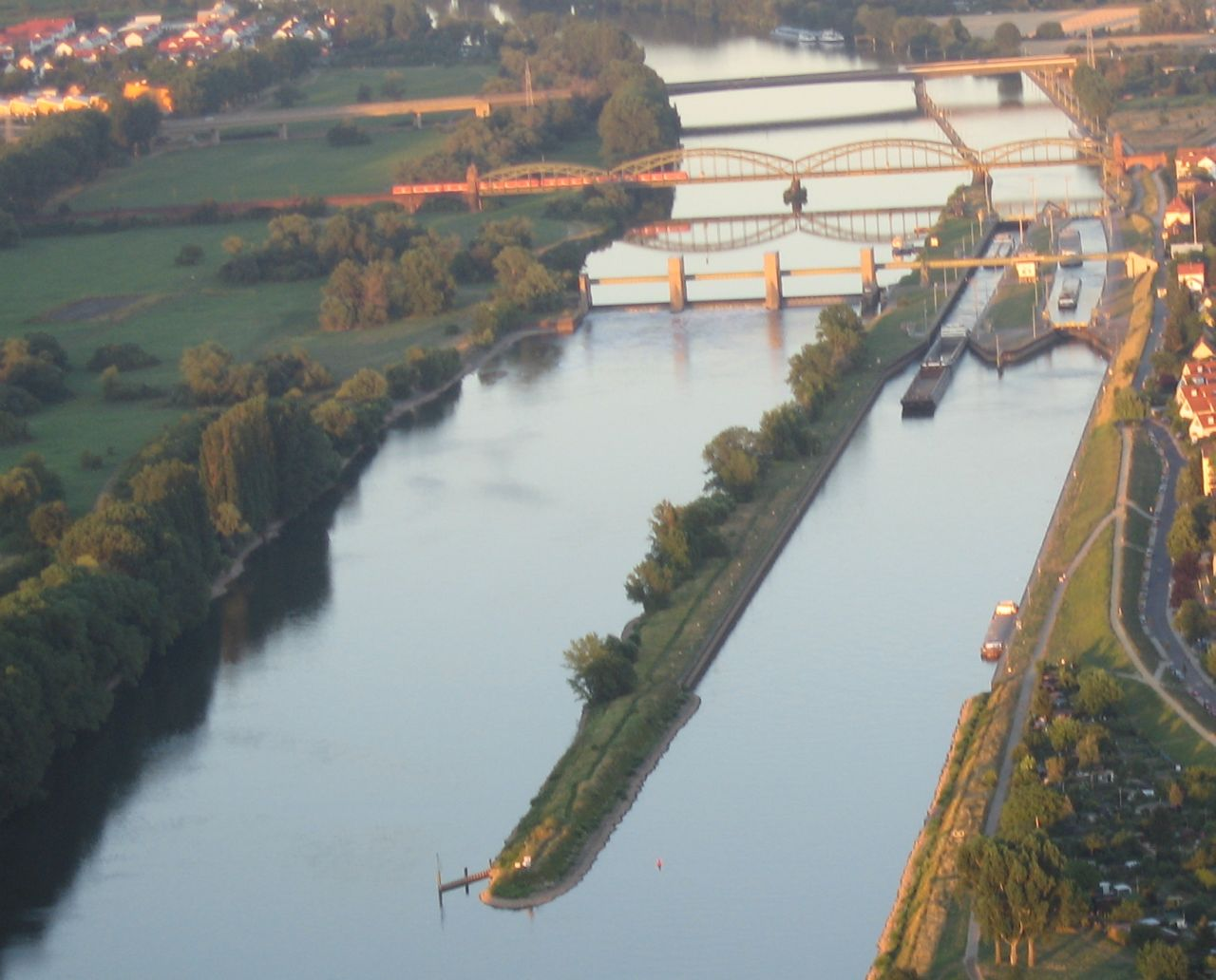
Staustufe Kostheim: links das Wehr, rechts die Schleusengruppe mit Vorhäfen

Die Mainuferstaaten Preußen, Königreich Bayern, Großherzogtum Hessen und Großherzogtum Baden/Baden (Land) schlossen 1883 eine Vereinbarung über den Staustufenausbau zwischen der Mainmündung und Frankfurt am Main. Bis 1886 wurden die fünf Staustufen Kostheim, Flörsheim, Okriftel, Höchst und Niederrad mit Nadelwehren errichtet.
Die Stauregelung wurde 1901 bis Offenbach und zwischen 1913 und 1920 bis Aschaffenburg fortgesetzt. Ab 1921 wurde die Stauregelung des Mains durch die hierfür gegründete Rhein-Main-Donau AG verstärkt weitergeführt. Bis 1927 war Klingenberg erreicht.
Ab 1929 bis 1934 erfolgte der zweite Staustufenausbau der Strecke Kostheim bis Frankfurt. Dabei konnte die Zahl der Schleusen auf drei (Kostheim, Eddersheim und Griesheim) reduziert werden. Alle drei Wehre sind im Stil der Neuen Sachlichkeit erstellt worden. Die Schleuse Kostheim ist die westlichste und letzte Anlage am Main. Sie gilt als eine der verkehrsreichsten Binnenschleusen Deutschlands.
Der Staustufenausbau erreichte während des Zweiten Weltkrieges 1941 Würzburg. Nach dem Krieg wurde 1954 Ochsenfurt erreicht, Kitzingen 1957. Als letzter wurde der Abschnitt von Schweinfurt bis Bamberg 1962 fertiggestellt. Über den Main-Donau-Kanal wurde schließlich Nürnberg erreichbar. Am 25. September 1962 wurde der Main als Großschifffahrtsstraße dem Verkehr übergeben. 1965 bis 1983 fand im Abschnitt Offenbach-Aschaffenburg ebenfalls eine zweite Ausbauphase statt. Dabei wurden die Stufen Kesselstadt (jetzt Mühlheim), Großkrotzenburg und Kleinostheim durch moderne Bauten ersetzt und die Stufen Mainkur, Großwelzheim und Stockstadt abgebrochen.
Die über 80 Jahre alte Staustufe Obernau muss ersetzt werden. Baubeginn ist nach aktuellen Planungen (Jahresanfang 2019) mit Bauvorbereitungen für 2020 vorgesehen; die Fertigstellung des ersten Bauabschnittes könnte dann 2030 erfolgen.

## Listen

### Staustufen

Staustufe Lengfurt

- Nr.: Nennt die Nummer der Staustufe.
- Name: Nennt den Namen der Staustufe.
- Ort: Nennt den Ort der Staustufe (Schleusenkammer).
- Baujahr: Nennt das Jahr, in dem die Staustufe erstmals in Betrieb genommen wurde, zusätzlich das Jahr, in dem sie durch einen Neubau ersetzt wurde.
- Mainlage: Nennt die Lage am Main entsprechend der Mainkilometrierung. Bezugspunkt ist die Mitte der Schleuse/Schleusengruppe.
- Haltungslänge: Nennt die Länge der Stauhaltung (zwischen benachbarten Schleusen) in Kilometern.
- Höhe: Nennt die Höhe über Normalnull des Oberwassers bei Normalstau (entspricht durchschnittliche Wasserführung).
- Fall: Nennt die Fallhöhe der Staustufe in Metern bei hydrostatischem Stau. Die Fallhöhe der Staustufe Kostheim ist abhängig vom Wasserstand des Rheins.
- Länge: Nennt die nutzbare Länge der Schleusenkammer in Metern.
- Breite: Nennt die nutzbare Breite der Schleusenkammer in Metern.

Hinweis: Die Liste ist sortierbar. Durch Anklicken eines Spaltenkopfes wird die Liste nach dieser Spalte sortiert, zweimaliges Anklicken kehrt die Sortierung um. Durch das Anklicken zweier Spalten hintereinander lässt sich jede gewünschte Kombination erzielen.
| Nr. | Name                           | Ort                                     | Bau- jahr           | Main- km | Haltungs- länge km | Höhe m ü.NN | Fall m          | Länge m       | Breite m                           |
| --- | ------------------------------ | --------------------------------------- | ------------------- | -------- | ------------------ | ----------- | --------------- | ------------- | ---------------------------------- |
| 1   | Viereth                        | Viereth-Trunstadt                       | 1925                | 380,699  |                    | 230,86      | 6,00            | 289,80        | 12,00                              |
| 2   | Limbach                        | Eltmann                                 | 1951                | 367,176  | 13,523             | 224,86      | 5,36            | 299,10        | 12,00                              |
| 3   | Knetzgau                       | Knetzgau (Haßfurt)                      | 1958                | 359,781  | 7,395              | 219,50      | 4,24            | 298,85        | 12,00                              |
| 4   | Ottendorf                      | Gädheim                                 | 1962                | 345,263  | 14,518             | 215,26      | 7,59            | 301,60        | 12,00                              |
| 5   | Schweinfurt                    | Schweinfurt                             | 1963                | 332,037  | 13,226             | 207,67      | 4,67            | 300,60        | 12,00                              |
| 6   | Garstadt                       | Bergrheinfeld                           | 1956                | 323,503  | 8,534              | 203,00      | 4,69            | 299,75        | 12,00                              |
| 7   | Wipfeld                        | Wipfeld                                 | 1950                | 316,289  | 7,214              | 198,31      | 4,31            | 300,15        | 12,00                              |
| 8   | Gerlachshausen mit Volkach     | Volkach (Schwarzach am Main)            | 1957                | 300,506  | 15,783             | 194,00      | 6,30            | 300,00        | 12,00                              |
| 9   | Dettelbach                     | Dettelbach                              | 1959                | 295,398  | 5,108              | 187,70      | 5,50            | 299,35        | 12,00                              |
| 10  | Kitzingen                      | Kitzingen                               | 1956                | 283,979  | 11,419             | 182,20      | 3,66            | 299,80        | 12,00                              |
| 11  | Marktbreit                     | Marktbreit (Frickenhausen am Main)      | 1955                | 275,681  | 8,298              | 178,54      | 3,31            | 296,40        | 12,00                              |
| 12  | Goßmannsdorf                   | Ochsenfurt                              | 1952                | 269,028  | 6,653              | 175,23      | 3,40            | 296,90        | 12,00                              |
| 13  | Randersacker                   | Randersacker                            | 1950                | 258,885  | 10,143             | 171,83      | 3,30            | 299,60        | 12,00                              |
| 14  | Würzburg                       | Würzburg                                | 1954                | 252,512  | 6,373              | 168,53      | 2,75            | 293,10        | 12,00                              |
| 15  | Erlabrunn                      | Erlabrunn (Thüngersheim)                | 1935                | 241,204  | 11,308             | 165,78      | 4,15            | 299,20        | 12,00                              |
| 16  | Himmelstadt                    | Himmelstadt                             | 1939                | 232,290  | 8,914              | 161,63      | 4,30            | 299,50        | 12,00                              |
| 17  | Harrbach                       | Harrbach (Gemünden am Main)             | 1939                | 219,466  | 12,824             | 157,33      | 4,90            | 299,45        | 12,00                              |
| 18  | Steinbach                      | Steinbach (Lohr am Main)                | 1939                | 200,673  | 18,793             | 152,43      | 5,14            | 299,10        | 12,00                              |
| 19  | Rothenfels                     | Zimmern (Marktheidenfeld)               | 1936                | 185,887  | 14,786             | 147,29      | 5,26            | 298,45        | 12,00                              |
| 20  | Lengfurt                       | Triefenstein                            | 1937                | 174,508  | 11,379             | 142,03      | 3,99            | 300,08        | 11,98                              |
| 21  | Eichel                         | Wertheim                                | 1937                | 160,467  | 14,041             | 138,04      | 4,50            | 299,92        | 12,00                              |
| 22  | Faulbach                       | Wertheim (Faulbach)                     | 1935                | 147,065  | 13,402             | 133,54      | 4,51            | 299,80        | 12,10                              |
| 23  | Freudenberg                    | Collenberg (Freudenberg)                | 1934                | 133,948  | 13,117             | 129,03      | 4,51            | 300,00        | 12,00                              |
| 24  | Heubach                        | Großheubach (Miltenberg)                | 1932                | 122,360  | 11,588             | 124,52      | 4,00            | 300,00        | 12,00                              |
| 25  | Klingenberg                    | Klingenberg am Main                     | 1930                | 113,050  | 9,310              | 120,52      | 4,00            | 300,71        | 12,05                              |
| 26  | Wallstadt                      | Kleinwallstadt (Großwallstadt)          | 1930                | 101,203  | 11,847             | 116,52      | 4,00            | 299,93        | 12,00                              |
| 27  | Obernau                        | Niedernberg (Aschaffenburg)             | 1930 2034 (geplant) | 93,04    | 8,16               | 112,52      | 4,01            | 299,18 300    | 12,00 12,50                        |
| 28  | Kleinostheim                   | Kleinostheim (Stockstadt am Main)       | 1920 1972           | 77,905   | 15,004             | 108,51      | 6,80            | 298,36 298,22 | 12,04 12,02                        |
| 29  | Krotzenburg                    | Hainburg (Großkrotzenburg)              | 1920 1983           | 63,850   | 14,055             | 101,71      | 2,74            | 302,30 300,01 | 12,00                              |
| 30  | Mühlheim (vorher: Kesselstadt) | Maintal (Mühlheim am Main)              | 1920 1980           | 53,185   | 10,385             | 98,97       | 3,77            | 299,90        | 12,04                              |
| 31  | Offenbach                      | Frankfurt am Main (Offenbach am Main)   | 1901 1957           | 38,514   | 14,671             | 95,20       | 3,18            | 344,03 230,07 | 12,09 13,05                        |
| 32  | Griesheim                      | Frankfurt am Main                       | 1934                | 28,687   | 9,827              | 92,02       | 4,49            | 344,05 344,38 | 12,00 15,00                        |
| 33  | Eddersheim                     | Hattersheim am Main (Kelsterbach)       | 1934                | 15,551   | 13,136             | 87,53       | 3,61            | 345,46 344,26 | 12,05 15,05                        |
| 34  | Kostheim                       | Hochheim am Main (Ginsheim-Gustavsburg) | 1886 1934           | 3,209    | 12,342             | 83,92       | 2,36 (MW Rhein) | 341,90 339,02 | 15,00 Torbreite:12,00 Kammer:20,00 |

### Kraftwerke
- Nr.: Nennt die Nummer der Staustufe.
- Name: Nennt den Namen der Staustufe.
- Fall: Nennt die Fallhöhe der Staustufe in Metern bei hydrostatischem Stau. Die Fallhöhe der Staustufe Kostheim ist abhängig vom Wasserstand des Rheins.
- Leistung: Nennt die Ausbauleistung des Wasserkraftwerks in Megawatt.
- Turbinen: Nennt Typ und Anzahl der Turbinen.
- Eigentümer: Nennt den Eigentümer des Wasserkraftwerks.
- Betreiber: Nennt den Betreiber des Wasserkraftwerks.

Hinweis: Die Liste ist sortierbar. Durch Anklicken eines Spaltenkopfes wird die Liste nach dieser Spalte sortiert, zweimaliges Anklicken kehrt die Sortierung um. Durch das Anklicken zweier Spalten hintereinander lässt sich jede gewünschte Kombination erzielen.
| Nr. | Name                       | Fall m | Leis- tung MW | Tur- binen                | Eigentümer                                | Betreiber                                        |
| --- | -------------------------- | ------ | ------------- | ------------------------- | ----------------------------------------- | ------------------------------------------------ |
| 1   | Viereth                    | 6,00   | 6,20          | 3 Francis, 1 Kaplan       | Rhein-Main-Donau AG                       | E.ON Wasserkraft                                 |
| 2   | Limbach                    | 5,36   | 3,70          | 2 Kaplan                  | Rhein-Main-Donau AG                       | E.ON Wasserkraft                                 |
| 3   | Knetzgau                   | 4,24   | 2,90          | 2 Kaplan                  | Rhein-Main-Donau AG                       | E.ON Wasserkraft                                 |
| 4   | Ottendorf                  | 7,59   | 6,30          | 2 Kaplan                  | Rhein-Main-Donau AG                       | E.ON Wasserkraft                                 |
| 5   | Schweinfurt                | 4,67   | 3,80          | 2 Kaplan                  | Rhein-Main-Donau AG                       | Uniper Kraftwerke                                |
| 6   | Garstadt                   | 4,69   | 3,90          | 2 Kaplan                  | Rhein-Main-Donau AG                       | Uniper Kraftwerke                                |
| 7   | Wipfeld                    | 4,31   | 2,90          | 2 Kaplan                  | Rhein-Main-Donau AG                       | Uniper Kraftwerke                                |
| 8   | Gerlachshausen mit Volkach | 6,30   | 3,90          | 2 Kaplan                  | Rhein-Main-Donau AG                       | Uniper Kraftwerke                                |
| 9   | Dettelbach                 | 5,50   | 4,20          | 2 Kaplan                  | Rhein-Main-Donau AG                       | Uniper Kraftwerke                                |
| 10  | Kitzingen                  | 3,66   | 3,00          | 2 Kaplan                  | Rhein-Main-Donau AG                       | Uniper Kraftwerke                                |
| 11  | Marktbreit                 | 3,31   | 2,10          | 2 Kaplan                  | Rhein-Main-Donau AG                       | Uniper Kraftwerke                                |
| 12  | Goßmannsdorf               | 3,40   | 2,00          | 2 Kaplan                  | Rhein-Main-Donau AG                       | Uniper Kraftwerke                                |
| 13  | Randersacker               | 3,30   | 2,00          | 2 Kaplan                  | Rhein-Main-Donau AG                       | Uniper Kraftwerke                                |
| 14  | Würzburg                   | 2,75   | 0,90          | 3 Kaplan                  | Rhein-Main-Donau AG                       | Uniper Kraftwerke                                |
| 15  | Erlabrunn                  | 4,15   | 2,70          | 1 Kaplan                  | Rhein-Main-Donau AG                       | Uniper Kraftwerke                                |
| 16  | Himmelstadt                | 4,30   | 2,50          | 1 Kaplan                  | Rhein-Main-Donau AG                       | Uniper Kraftwerke                                |
| 17  | Harrbach                   | 4,90   | 3,00          | 1 Kaplan                  | Rhein-Main-Donau AG                       | Uniper Kraftwerke                                |
| 18  | Steinbach                  | 5,14   | 4,20          | 2 Kaplan                  | Rhein-Main-Donau AG                       | Uniper Kraftwerke                                |
| 19  | Rothenfels                 | 5,26   | 4,20          | 2 Kaplan                  | Rhein-Main-Donau AG                       | Uniper Kraftwerke                                |
| 20  | Lengfurt                   | 3,99   | 2,60          |                           | Rhein-Main-Donau AG                       | Uniper Kraftwerke                                |
| 21  | Eichel                     | 4,50   | 3,10          |                           | Rhein-Main-Donau AG                       | Uniper Kraftwerke                                |
| 22  | Faulbach                   | 4,51   | 4,10          |                           | Rhein-Main-Donau AG                       | Uniper Kraftwerke                                |
| 23  | Freudenberg                | 4,51   | 4,30          |                           | Rhein-Main-Donau AG                       | Uniper Kraftwerke                                |
| 24  | Heubach                    | 4,00   | 3,40          |                           | Rhein-Main-Donau AG                       | Uniper Kraftwerke                                |
| 25  | Klingenberg                | 4,00   | 3,00          | 2 Kaplan                  | Rhein-Main-Donau AG                       | Uniper Kraftwerke                                |
| 26  | Wallstadt                  | 4,00   | 3,40          |                           | Rhein-Main-Donau AG                       | Uniper Kraftwerke                                |
| 27  | Obernau                    | 4,01   | 3,20          | 2 Kaplan                  | Rhein-Main-Donau AG                       | Uniper Kraftwerke                                |
| 28  | Kleinostheim               | 6,80   | 9,70          |                           | Rhein-Main-Donau AG                       | E.ON Wasserkraft                                 |
| 29  | Krotzenburg                | 2,74   | —             |                           |                                           |                                                  |
| 30  | Mühlheim                   | 3,77   | 4,80          |                           |                                           | E.ON Wasserkraft                                 |
| 31  | Offenbach                  | 3,18   | 4,10          |                           |                                           | E.ON Wasserkraft                                 |
| 32  | Griesheim                  | 4,49   | 4,90          | 3 Kaplan                  |                                           | Wasserstraßen- und Schifffahrtsamt Aschaffenburg |
| 33  | Eddersheim                 | 3,61   | 3,84          | 3 Kaplan                  |                                           | Wasserstraßen- und Schifffahrtsamt Aschaffenburg |
| 34  | Kostheim                   | 2,36   | 4,9           | 2 Kaplan Pit-Rohrturbinen | WKW Staustufe Kostheim/Main GmbH & Co. KG | Stadtwerke Ulm/Neu-Ulm                           |